# Lev Ponomarev
Pour les articles homonymes, voir Ponomarev.
 (avril 2012).
Si vous disposez d'ouvrages ou d'articles de référence ou si vous connaissez des sites web de qualité traitant du thème abordé ici, merci de compléter l'article en donnant les références utiles à sa vérifiabilité et en les liant à la section « Notes et références ».
Lev Alexandrovitch Ponomarev (en russe : Лев Александрович Пономарёв), né le 2 septembre 1941 à Tomsk, est un militant politique russe, engagé dans la défense des droits de l'homme. 
Directeur exécutif du mouvement russe « Pour les droits de l'homme », il a été député à l'Assemblée nationale de la fédération de Russie, membre du conseil politique fédéral du mouvement démocratique uni « Solidarnost » et député de la première Douma d'État de la fédération de Russie.

## Biographie
Lev Ponomarev a obtenu le diplôme de l’Institut de physique et de technique de Moscou (MFTI) en 1965 puis un doctorat du MFTI en 1968. Docteur ès physique et mathématiques, il a travaillé à l’Institut de physique théorique et expérimentale de l’Académie des sciences de l’URSS (ITEF) et en même temps, il a enseigné au MFTI à la chaire de Physique sénérale. En 1988, il est un des créateurs de Memorial, une société russe pour commémorer les victimes des répressions politiques.
En 1989, mandataire de l’académicien Andreï Sakharov aux élections des députés du peuple de l’URSS, il a participé au Conseil de coordination de l’union des électeurs de Moscou, dans un groupe d’initiative de création du comité « Actions civiques ». Élu député du peuple de la fédération de Russie, en 1990 (il a vaincu au deuxième tour le journaliste de télévision Igor Arbouzov), de 1990 à 1993, il a été député du peuple de Russie, membre du Conseil des Nationalités du Conseil suprême de la fédération de Russie, membre du Comité des médias, communication avec les organisations civiques, mouvements citoyens de masse et l’étude de l’opinion publique, membre de la fraction « Russie démocratique » et du groupe des députés « Réforme de l’armée ».
À l’automne 1991, il a présidé la commission parlementaire chargée de l’instruction de l’activité de la GKTchP et l’établissement du rôle du KGB dans la tentative d’un coup d’état. En 1993, il a perdu les élections à la Douma d’État dans une circonscription à mandat unique et sur la liste de l’union électorale « Choix de Russie ». Il est entré au Parlement après le décès du député Vassili Seliounine. De 1994 à 1996, il est député de la Douma d’État, membre du Comité des affaires de la CEI et de la communication avec les compatriotes.
En 1997, il est à l’initiative de la création du mouvement russe « Pour les droits de l’homme » et devient le directeur exécutif et le membre du Conseil du mouvement. Membre de la coalition « Autre Russie » depuis sa création en 2006, il est aussi membre du comité exécutif de la coalition. En 2007, il perd un procès pour la défense de l’honneur et de la dignité face au directeur du Service fédéral de l’exécution des peines (en) (FSIN), Iouri Kalinine. Le tribunal a condamné Ponomarev à démentir l’information apocryphe qu’il a diffusée à l’égard de Kalinine.
Il a agi activement dans la défense de l’ex-propriétaire de Ioukos Mikhaïl Khodorkovski et des autres détenus pour des délits économiques dans l’affaire de Ioukos. Une partie des défenseurs des droits de l’homme considèrent que ces détenus sont persécutés pour des motifs politiques (qu’ils sont des prisonniers politiques) et que les charges contre eux sont fabriquées. En 2007, il a demandé au Président Poutine la libération de Khodorkovski. En 2009, avec les autres activistes de « Solidarnost », Roman Dobrokhotov, Oleg Kozlovski, Alexandre Rykline, Sergueï Davidis, Mikhaïl Schneider, Vladimir Milov, Garry Kasparov et Boris Nemtsov, Lev Ponomarev a participé à une série de piquets solitaires devant l’immeuble du Tribunal Mechtchanski en tenant une pancarte « Liberté à Mikhaïl Khodorkovski et Platon Lebedev ».
Il est membre du Mouvement démocratique uni « Solidarnost ». Le 13 décembre 2008, au premier congrès de « Solidarnost », il est élu au conseil politique fédéral du mouvement. Le 31 mars 2009, tard le soir, il est tabassé près de son immeuble. Lioudmila Alekseïeva soulignait un lien entre l’agression et ses activités de la défense des droits de l’homme et ses activités politiques dans le mouvement « Solidarnost ». Lors de la rencontre des Présidents de Russie et des États-Unis le 1er avril 2009, Barack Obama, selon ses assistants, a évoqué les inquiétudes principales des États-Unis concernant la Russie et, entre autres, a mentionné l’agression contre Ponomarev.
Le 10 mars 2010, Ponomarev a signé l’appel de l’opposition russe « Poutine doit partir » et le 14 juillet 2010, il s’est manifesté comme partisan convaincu du maintien de l’article 282 du Code pénal. Le 25 août 2010, il est condamné à trois jours d’arrestation pour une tentative de porter le drapeau national de la fédération de Russie sur Arbate le 22 août, jour du drapeau national. La veille, dans la même affaire, Boris Nemtsov a été acquitté. Le 7 septembre 2010, il est condamné à quatre jours d’arrestation pour désobéissance à la police.
À la suite de l'invasion russe en Ukraine en février 2022, Lev Ponomarev lance un appel à la mobilisation contre la guerre et à des sanctions économiques fortes contre la Russie.

## Défense des droits de l’homme
En 1997, il est un des créateurs de la « Ligne verte » et du mouvement « Pour les droits de l’homme ». Lev Ponomarev est également un des créateurs et un des membres les plus actifs du groupe « Action commune ».

## Famille
Marié à Vera Chabelnikova, ses filles d'un premier mariage, Elena Liptser et Ksenia, sont des avocates connues. De son deuxième mariage sont issus une fille, Anastasia (née en 1984, sociologue) et un fils, Fedor (né en 1986, journaliste).

## Récompenses et distinctions
- En 2010, il est décoré de la croix de commandeur de l'ordre du Mérite de la République de Pologne par un décret du président de Pologne Lech Kaczyński, « pour les résultats remarquables dans le domaine de la défense des droits de l’homme et de la promotion des libertés civiles »[réf. nécessaire].